# Majątek wspólny
Majątek wspólny – przedmioty majątkowe nabyte w czasie trwania małżeńskiej wspólności majątkowej przez oboje małżonków bądź tylko przez jednego z nich, a nie zaliczające się do majątku osobistego. Przedmioty majątkowe nabyte w ten sposób stają się współwłasnością obojga małżonków.
Pod pojęciem przedmiotów majątkowych należy rozumieć między innymi prawa majątkowe takie jak własność i inne prawa rzeczowe, a także wierzytelności. Przedmiotem majątkowym w tym znaczeniu będą także sytuacje prawne w rodzaju posiadania czy ekspektatyw.
Prawną podstawą wyodrębnienia majątku wspólnego jest art. 31 Kodeksu rodzinnego i opiekuńczego. W myśl tego przepisu do majątku wspólnego należą w szczególności: pobrane wynagrodzenie za pracę i dochody z innej działalności zarobkowej każdego z małżonków, dochody z majątku wspólnego, jak również z majątku osobistego każdego z małżonków i środki zgromadzone na rachunku otwartego lub pracowniczego funduszu emerytalnego każdego z małżonków.